# Northern Football Alliance 1890-91
Northern Football Alliance 1890–91 var den første sæson af den engelske fodboldliga Northern Football Alliance. Ligaen havde deltagelse af syv hold, der spillede en dobbeltturnering alle-mod-alle. Turneringen blev vundet af Sunderland AFC 'A', der opnåede 20 point i 12 kampe, og som dermed blev den første mester i ligaen.
Ligaen havde deltagelse af følgende syv hold:
- Auckland Town FC
- Birtley FC
- Elswick Rangers FC
- Gateshead NER FC
- Rendel FC
- Sunderland AFC 'A'
- Whitburn FC

Til den følgende sæson blev antallet af hold i ligaen udvidet fra syv til 10. To hold forlod ligaen efter sæsonen: Auckland Town FC og Birtley FC. Fem hold havde søgt om optagelse i ligaen: Mickley FC, Shankhouse FC, Southwick FC, Sunderland Olympic FC og Willington Athletic FC. Og de blev alle optaget.